# Alfonso XIII (metrostation)
Alfonso XIII is een metrostation in het stadsdeel Chamartin van de Spaanse hoofdstad Madrid. Het station werd geopend op 26 maart 1973 en wordt bediend door lijn 4 van de metro van Madrid.